# Gnarpskaten
Gnarpskaten este o arie protejată (arie specială de conservare — SAC, sit de importanță comunitară — SCI) din Suedia întinsă pe o suprafață de 150,4 ha, integral pe uscat.

## Localizare
Centrul sitului Gnarpskaten este situat la coordonatele 62°00′14″N 17°27′09″E / 62.004°N 17.4525°E.

## Înființare
Situl Gnarpskaten a fost declarat sit de importanță comunitară în ianuarie 1998 pentru a proteja un număr necunoscut de specii din flora spontană și fauna sălbatică aflate în arealul zonei. Situl a fost protejat și ca arie specială de conservare în martie 2011.

## Biodiversitate
Situată în ecoregiunile boreală și marină baltică, aria protejată conține 8 habitate naturale: Litoraluri nisipoase din Baltica boreală cu vegetație perenă, Taiga vestică, Lacuri și iazuri distrofice naturale, Mlaștini turboase de tranziție și turbării mișcătoare, Vegetație perenă pe țărmurile stâncoase, Păduri naturale în etape succesive primare ale suprafețelor emergente de coastă, Vegetație anuală la limita mareei, Mlaștini împădurite.
La baza desemnării sitului se află un număr nedeclarat de specii protejate.